# Doug Hammond
Pour les articles homonymes, voir Hammond.
Doug Hammond, né le 26 décembre 1942 à Tampa, en Floride (États-Unis), est un batteur et chanteur de free funk et d'avant-garde jazz américain. Il est également professeur, compositeur, poète et producteur. Son disque majeur fut son 1er album, Reflections in the Sea of Nurnen, sur Tribe Records.
Il a travaillé avec des musiciens tels que Earl Hooker, Sonny Rollins, Charles Mingus, Sammy Price, Donald Byrd, Wolfgang Dauner, Ornette Coleman, Steve Coleman, Nina Simone, Betty Carter, Marion Williams, Paquito D'Rivera, Arnett Cobb, James Blood Ulmer ou encore Arthur Blythe.
À partir de 1989, il enseigne les percussions et la composition à l'Université Bruckner (en) de Linz en Autriche, jusqu'en 2008 où il prend sa retraite. Il vit entre Détroit et Linz.
Doug Hammond continue à se produire sur les scènes internationales, en solo ou en groupe ; en France, il participe au projet The Workshop, quartet du saxophoniste Stéphane Payen.

## Discographie
Leader ou Co-Leader :
- 1975 - Reflections in the Sea of Nurnen, avec David Durrah (Tribe Records)
- 1977 - Ellipse, avec Karen Joseph (Idibib)
- 1980 - Family Of Percussion & Guests, avec Peter Giger, Trilok Gurtu, Tom Nicholas, Wolfgang Dauner, Alan Skidmore (Någarå Records)
- 1980 - Alone (Scarecrow Records)
- 1981 - Folks, avec Angela Bofill, Cecil McBee, Alex Foster, Marvin Blackman, Hubert Eaves, John Loehrke, Byard Lancaster, Bessie Carter, Karen Joseph, Muneer Abdul Fataah (Idibib)
- 1982 - Spaces (Idibib)
- 1989 - We People (Idibib)
- 1991 - Perspiciuty, avec Steve Coleman et Muneer A. Fataah (L&R Records)
- 1996 - It's Born, avec Regina Carter, Wendell Harrison, Dwight Adams, Marion Hayden (JPC)
- 2006 - Singing Smiles, avec Pablo Nehar et Dwight Adams (JPC)
- 2007 - A Real Deal (Heavenly Sweetness)
- 2009 - New Beginning (Blue Marge)
- 2010 - It's Now, Live, avec Dwight Adams, Roman Filiu, Jon Sass
- 2013 - Pictures And Hues, musique de chambre (Idibib)
- 2017 - Mae Be Blue, avec Jon Sass, Stéphane Payen, Maria Grand, Mirko Cisilino, Nikola Matosic

Sideman :
- 1993 : Tenor Tribute Volume 1+2, avec Arnett Cobb, Jimmy Heath, Joe Henderson (Soul Note)
- 1990 : Revealing, avec  James "Blood" Ulmer (g), George Adams(ts, bcl), Cecil McBee (b) (In+Out Records)
- 1989 : Strings, Stephan Kurmann (TCB)
- 1988 : Moves, Özay (Entente Music)
- 1973 : Mingus Moves, Charles Mingus, avec Honey Gordon, George Adams, Ronald Hampton, Don Pullen, Dannie Richmond

## Textes et poèmes
- 2010-2012 : The Dope Of Power, Rose Blossom, Life Speaks, poèmes, Jodgoa Publishing Co.
- 2001 : The Offer, chansons, poèmes et nouvelles, Jodgoa Publishing Co.
- 2000 : Times on the Planet Earth, contes de fées et poèmes, Jodgoa Publishing Co.
- 1974 : In This Maze of Seeming Wonders, Jodgoa Publishing Co.
- 1982 : Lonely Music Man, chansons et poèmes, Jodgoa Publishing Co.

## Livres d'enseignement
- Percussion and Rhythm Workshop, Advance Music GmbH
- Ten Melodies for Memory, Advance Music GmbH